# Diego Zabala
Diego Martín Zabala Morales (ur. 19 września 1991 w Montevideo) – urugwajski piłkarz występujący na pozycji skrzydłowego, od 2022 roku zawodnik urugwajskiego Nacionalu.